# École du service de santé des armées de Bordeaux
 (avril 2022).
L'École du service de santé des armées de Bordeaux dont les élèves sont les Navalais ne doit pas être confondue avec l'École navale.
L'École du service de santé des armées de Bordeaux, appelée Santé Navale et autrefois École principale du service de santé de la Marine, était une Grande École militaire qui formait jusqu'en 2011, comme son homologue à Bron, l'École du service de santé des armées de Lyon-Bron, des médecins destinés à servir au sein du Ministère de la Défense. Les « navalais » étaient amenés à exercer dans les établissements propres du Service, notamment les Hôpitaux d'Instruction des Armées, les centres de recherches et les Écoles du Service de Santé des Armées mais aussi et bien sûr au sein des formations de l'Armée de Terre, Armée de l'Air, Marine Nationale et Gendarmerie Nationale.
L'École a fermé le 1er juillet 2011. Au total, 9 150 élèves y ont été formés depuis 1890, dont 600 pharmaciens de 1890 à 1984 et 3 dentistes de 2002 à 2009.
Sa mission a été reprise par l'École de santé des armées située à Bron (près de Lyon).

## Symbolique
L'insigne de l'école, rappelant la devise « Mari Transve Mare Hominibus Semper Prodesse » (« Sur mer et au-delà des mers, toujours au service des hommes »), porte au centre les armoiries de Bordeaux, l'ancre symbolisant la Marine et la rose des vents l'aventure coloniale. Le drapeau de l’École était jusqu’en 1998 un des 9 drapeaux de la Marine Nationale mais l’âge l’a rattrapé. Exposé jusqu'en 2011 dans la Salle du Souvenir, on pouvait y lire : « École Principale du Service de Santé de la Marine ».
Le 14 juillet 1998, un nouveau drapeau labellé « École du Service de Santé des Armées - Bordeaux » défile sur les Champs-Élysées. C'est lui qui a été remis le 17 juin 2011 au directeur central du Service de santé des armées et replié, à l'occasion de la cérémonie de dissolution.
Dans l'argot de la Marine nationale, l'École de santé navale de Bordeaux était appelée « La Navale » et ses élèves les « navalais ». Cette appellation est souvent attribuée à tort à l'École navale dont le surnom est « La Baille » et ses élèves, les « bordaches ».

## Création
C'est par le décret du 1er octobre 1883 que le principe d'une « école militaire du service de santé » a été adopté, s'appuyant sur la prospérité rapide du foyer scientifique local, les ressources du port maritime ainsi que les relations avec les colonies et l'étranger.
C’est le 22 juillet 1890 qu’est créée à Bordeaux l’« École principale du service de santé de la Marine ». Il existait depuis le XVIIIe siècle trois écoles de formation des médecins et pharmaciens de la Marine, à Rochefort, Brest et Toulon, mais ces ports n’étaient pas des villes universitaires ; or pour exercer la médecine, le doctorat était devenu obligatoire et seules les facultés étaient habilitées à le délivrer.
Après d’âpres discussions, Bordeaux fut choisie de préférence à Marseille et Montpellier. Les trois Écoles des ports assureront la préparation du concours d'admission à l'EPSSMC jusque dans les années 1960 où le concours sera post-bac.
L’École put commencer à fonctionner dès la fin de 1890, car elle fut implantée non loin de la Faculté de Médecine, cours Saint-Jean (cours de la Marne après la guerre de 1914), dans les bâtiments annexes de l’hôpital psychiatrique transféré à Château Picon (aujourd'hui CH Charles Perrens) ; de nouveaux bâtiments sont ensuite construits en 1897. Les élèves sont internes pendant leurs études ; ensuite les jeunes docteurs en médecine ou en pharmacie font, à partir de 1905, un stage à l’École du Pharo de Marseille avant de partir outre-mer.
Au début du XXe siècle, les Navalais sont envoyés surtout en Extrême-Orient, en Indochine où ont été installés des Instituts Pasteur à Saïgon, Hué, Hanoï ; en 1933 une Faculté de Médecine sera créée dans cette dernière ville. Ils sont aussi présents en Chine, à Kunming, Shanghai, Tien-Tsin ; le Navalais qui deviendra le plus célèbre est Victor Segalen (promotion 1898), écrivain, poète, archéologue. D’autres partent pour Madagascar et en quelques années organisent un remarquable réseau sanitaire : en 1904, l’île compte déjà 21 hôpitaux, 7 léproseries, 28 dispensaires... L’Afrique centrale et occidentale s’ouvre un peu plus tard à l’influence de la médecine française ; en 1908, est ouvert l’Institut Pasteur de Brazzaville. De nombreux Navalais s’enfoncent dans la « brousse », où ils font preuve d’un admirable dévouement.

## Un lien très fort avec Bordeaux
« Soyez également les bienvenus, Messieurs les Étudiants de la Marine. Vous trouverez toujours en nous des maîtres bienveillants. Nous savons que l'avenir vous réserve l'honneur de représenter dans les pays lointains la science française, si injustement dénigrée par des rivaux acharnés. Pour remplir dignement votre tâche, il faut que vous soyez plus que des médecins ordinaires. Il faut que, par la sûreté et l'étendue de vos connaissances, vous puissiez inspirer le respect et l'amour de la mère-patrie aux populations que vous irez visiter en émissaires de notre civilisation. Nous nous emploierons de notre mieux à vous préparer à cette noble mission ».
Ces mots, prononcés lors de la séance de rentrée de 1890 par Albert Pitres, doyen de la toute jeune faculté de médecine de Bordeaux située à quelques centaines de mètres de l'École, illustrent bien le lien très fort qui existe entre l'École de Santé Navale et sa ville[non neutre].
La population bordelaise s'attache à la présence de l'École, qui sera surnommée familièrement « Santé Navale » par les Bordelais, ses élèves étant connus sous le qualificatif « navalais » (l'appellation « navalais » est souvent utilisée à tort pour les élèves de l'École navale, les « bordaches »).

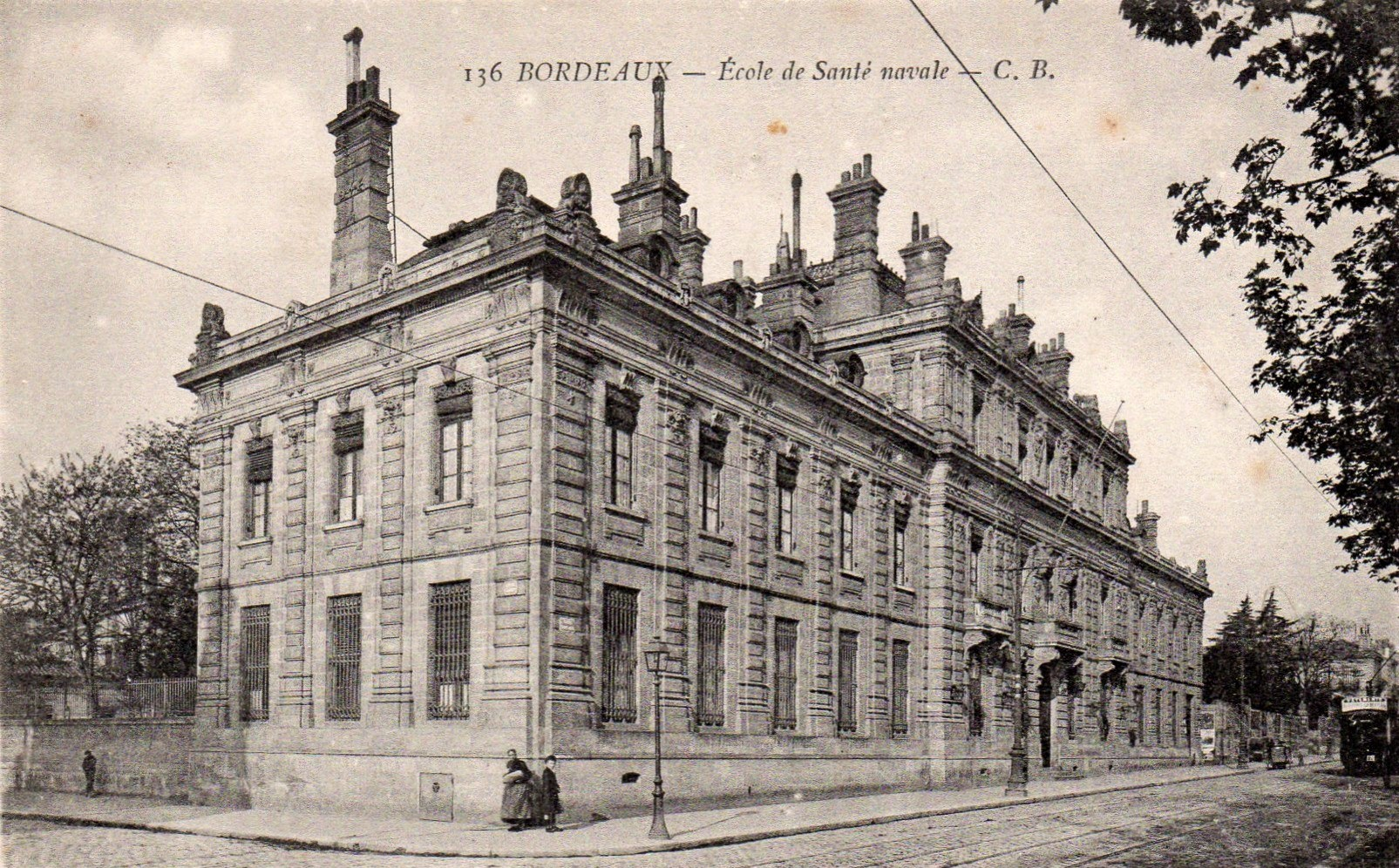
L'école de Santé Navale, vers 1910.

Rapidement se développent également de nombreux liens avec le monde hospitalo-universitaire bordelais : de nombreux navalais réussissent les concours de l'externat et de l'internat (cinq navalais sur les sept postes ouverts en 1927), s'intégrant ainsi au réseau hospitalier tandis que d'autres accèdent à des responsabilités universitaires au sein de la faculté de médecine et de pharmacie où près de 30 seront professeurs.
Ces liens se poursuivront jusqu'à nos jours, où quelques chefs de service du CHU sont d'anciens navalais.
L'Université, qui porte le nom d'un Ancien, Victor Segalen, a été présidée de 1987 à 1992 par un autre Ancien, le professeur Dominique Ducassou (Promotion 1962) et la faculté de médecine eut notamment comme doyen Georges Portmann (Promotion 1910). Ce dernier sera également élu sénateur de la Gironde. Parmi les autres grands noms de la faculté bordelaise on peut notamment citer Jacques Leng-Lévy (Promotion 1927), Albert Rigaud (Promotion 1926) ou encore René Maurice Babin (Promotion 1926).
La chaire de médecine tropicale, la première ouverte en France, est révélatrice de ce lien très étroit entre l'École et la faculté.
Son premier titulaire sera Alexandre Le Dantec, répétiteur à l'École dès 1890, chargé de conférences à la faculté en 1895, il accède à l'agrégation en 1902. Il est considéré en France comme l'un des grands fondateurs de la médecine tropicale et de la pathologie exotique.
Sa chaire fut reprise en 1928 par le Professeur Bonnin, en 1956 par Gaston Moretti (Promotion 1934) puis Michel Le Bras (Promotion 1957).
En 1988, l'Institut bordelais de médecine tropicale fut baptisé du nom de René Labusquière (Promotion 1939).

## L'œuvre coloniale
La guerre de 1914-18 interrompt ces douces années de la genèse. Les élèves rejoignent leurs Anciens dans leurs postes sur mer ou au sein des régiments des troupes coloniales et de fusiliers marins tandis que l'École accueille un hôpital. Au sortir du conflit, 76 Navalais manquent à l'appel, les survivants peuvent s'enorgueillir de 350 citations et 13 Légions d'Honneur.
L’expansion reprend à partir de 1925 et l’Afrique est désormais la principale destination des jeunes médecins : en 1938, on compte 165 « médecins et pharmaciens militaires coloniaux » en A.O.F. et 86 en A.E.F. ; la plupart appartiennent aux troupes de marine et sont passés par l’École de Bordeaux. Ils organisent une lutte systématique contre les grandes endémies, la maladie du sommeil pour laquelle il faut traiter des centaines de milliers de malades en quelques décennies, l’onchocercose, la « cécité des rivières » détectée systématiquement par les « capitaines moustique », la peste à Madagascar, la lèpre à Bamako, la fièvre jaune à Dakar. Ils créent des Écoles de Médecine à Dakar et à Tananarive.
1939, de nouveau la guerre. L’École, après une tentative avortée de ralliement à l'Afrique du Nord marquée notamment par l'immersion du drapeau dans la Garonne, se replie à Montpellier et ne retrouve Bordeaux qu'en 1943, ses locaux à la Libération. Les pertes sont lourdes : 66 Navalais ou anciens Navalais sont morts au champ d’honneur en 1939-45 et 36 autres perdent la vie dans les guerres d’Indochine et d’Algérie.
En Afrique Noire, ces « militaires travaillant le plus souvent dans des structures civiles de santé » poursuivent leur œuvre. Des Facultés de Médecine sont créées à Dakar en 1949, à Abidjan en 1963 et, sauf en Guinée, l’indépendance n’entrave pas la poursuite de leur activité. En 1978, le Président Houphouët-Boigny, médecin formé à Dakar, écrit : « Je garde une indéfectible reconnaissance à l’École de Médecine de Dakar et à ses maîtres qui étaient… des Officiers du Service de Santé d’Outre-mer qui ont œuvré avec tant de courage et de dévouement au service des populations d’Afrique Noire ».
Pour maintenir la cohérence des actions entreprises malgré le morcellement des nouveaux États indépendants, des organisations inter-étatiques furent créées, l’OCCGE à Bobo-Dioulasso dès 1960, l’OCEAC à Yaoundé en 1965, sous l’impulsion de deux anciens Navalais, Pierre Richet et René Labusquière. Dans les années 1970, 10 nouvelles écoles de médecine sont créées avec l’aide de médecins navalais, qui progressivement ont été relayés par des médecins africains. En janvier 1990, 330 officiers français du Service de Santé, pour la plupart des Navalais, étaient en poste outre-mer. Il n’y en a plus guère en brousse et leur action se fait sentir surtout dans les grands hôpitaux et l’enseignement universitaire, en Afrique Noire, mais aussi à Antananarivo, à Pondichéry, dans les DOM-TOM.
Au bilan, outre l'éradication de nombreux foyers endémiques, les navalais du corps de santé colonial furent à l'origine de la création de 14 Instituts Pasteur, 2 facultés et 4 écoles de médecine, 24 écoles d'infirmiers et de sages-femmes et des centaines d'hôpitaux

« Y a-t-il au monde plus petite équipe d'hommes ayant rendu plus de services à l'humanité souffrante ? Y a-t-il au monde œuvre plus désintéressée, plus obscure, ayant obtenu de si éclatants résultats et qui soit pourtant ignorée, aussi peu glorifiée, aussi peu récompensée ? Qui peut prétendre avoir fait mieux, où, quand et comment ? »

— Professeur Maurice Payet, premier doyen civil de la Faculté mixte de médecine et de pharmacie de Dakar

## Les menaces des années 1980
En 1971, le gouvernement décida de réorganiser les services de santé militaires. Il fut créé une seule « École du Service de Santé des Armées », divisée en deux établissements situés à Bordeaux et à Lyon, avec des statuts et un fonctionnement identiques. Il fut ensuite question de transférer l’École du cours de la Marne à la périphérie de la ville, à Mérignac ; le projet, trop coûteux, fut abandonné en 1981. Plus grave fut à cette époque, M. Barre étant Premier Ministre, l’annonce de la disparition de l’École de Bordeaux et le maintien d’une seule école, celle de Lyon : les manifestations des Bordelais, très attachés à leur « Santé Navale » et l’intervention de Jacques Chaban-Delmas amenèrent le nouveau gouvernement à annuler cette décision en juillet 1982. L'École de Bordeaux put donc poursuivre sereinement sa mission de formation des jeunes médecins militaires.

## La fin
Le 25 juillet 2009, la nouvelle est officielle et fait la « Une » du grand quotidien régional Sud Ouest, l'École de Santé Navale fermera ses portes le 1er juillet 2011. En effet, elle fait partie des formations touchées par la grande réforme des Armées consécutive à la publication du Livre Blanc de la Défense Nationale et à la Réforme Générale des Politiques Publiques.
Par conséquent, les plus jeunes promotions sont transférées sur l'ESSA de Lyon-Bron tandis que celles encore en cours au moment de l'annonce terminent leur cursus à Bordeaux.
La dernière grande cérémonie a lieu dans les murs de l'École le 10 avril 2010 et est l'occasion de réunir près de 3 000 personnes pour le baptême de la dernière promotion de navalais, la 2008, qui prend le nom de promotion « Santé Navale ».
Le 14 juillet 2010 le drapeau de l'École flotte pour la dernière fois sur les Champs-Élysées et reçoit les honneurs de la République en défilant sur la plus belle avenue du monde.
Le 17 juin 2011, le Médecin Général des Armées Gérard Nedellec, Directeur Central du Service de Santé des Armées, a présidé la cérémonie de dissolution de l'École de Santé Navale, en présence du Ministre d’État, ministre des Affaires étrangères et européennes et maire de Bordeaux, monsieur Alain Juppé. Les élèves ont ainsi pu rendre hommage pour la dernière fois à leur Drapeau au sein de leur École, avant que celui-ci ne rejoigne la salle du souvenir de la nouvelle École de Santé des Armées de Bron.
La fermeture administrative a lieu le 1er juillet 2011 en même temps que l'École de Lyon-Bron, qui voit sur son site la création de la nouvelle École de santé des armées (ESA) le 2 juillet 2011.
Ainsi disparait une institution bordelaise âgée de 121 ans.

## Le site de Bordeaux
Le site de l'école de Bordeaux était un ancien asile d'aliénés dont elle a conservé certains bâtiments.
L'entrée est située au 149 bis Cours de la Marne, sur le côté du bâtiment principal via le passage d'un poste de garde ou « aubette » dans le jargon traditionnel de la Marine. Cette entrée est sur l'emplacement de l'ancien tracé du Cours Barbey (avant l'extension de l'École en 1966). La route pour pénétrer dans l'École et plus particulièrement la cour d'honneur est, elle, à la place de « la porte du général », lieu de passage nocturne pour des générations de navalais.
L'entrée jusque dans les années 1990 était au 147 du Cours de la Marne (Cours Saint-Jean avant la Grande Guerre) par une vaste porte latérale du bâtiment commandement. Construit en 1893, sa façade est très richement décorée et porte les attributs de la médecine navale et de la ville de Bordeaux. En son sein on retrouve les bureaux de la « Strasse » (ou administration) et les appartements privés de l'État-Major de l'École.
La cour d'honneur est donc délimitée par le bâtiment commandement, le mur d'enceinte originel percé qui est devenu l'entrée principale, le bâtiment des communs et l'allée de l'artillerie qui permet d'accéder au reste de l'École. Elle est le lieu des commémorations puisque c'est là que sont implantés le monument aux morts et une Ancre de Marine, symbole traditionnel dans les unités de la Marine Nationale.
Le bâtiment des communs est un des vestiges de l'École initiale et de l'asile. Ancien bâtiment des sœurs il fut doté d'un garage par les Allemands durant l'occupation. On y retrouve des bureaux administratifs, le self, des logements pour les cadres, la chapelle (ancienne salle d'armes), la salle d'honneur et l'infirmerie. Ce bâtiment est un des plus anciens de l'École (XVIIIe siècle).
L'allée de l'artillerie, autrefois pavée, mène à la vaste cour des élèves par un virage qui longe le bâtiment des études ou tout droit dans la cour des laboratoires, en passant sous la monumentale porte vestige du dépôt royal de mendicité.
La cour des laboratoires, seule restante d'une des nombreuses cours de l'ancien asile, est un rectangle dont les côtés sont composés par le bâtiment des études, le bâtiment des élèves, les laboratoires et la porte royale. Les trois anciens laboratoires de parasitologie et de bactériologie de l'École sont maintenant des salles de cours. Ce long bâtiment qui longe le lycée Gustave-Eiffel comporte également un amphithéâtre, baptisé du nom de Jacques Chaban-Delmas.
La cour des élèves est la place d'armes de l'École. Jusque dans les années 1950 elle était en terre et recouverte de très nombreux arbres. Depuis elle a été goudronnée et les arbres sont moins nombreux. Bâti en 1893 et surélevé de deux étages en 1925, le bâtiment « Ferbos » (du nom de la rue qui le longe) est le bâtiment de logement principal des élèves. Il est situé à l'ouest de la cour. Sur sa façade sont apposés les plaques « Honneur, Patrie, Valeur, Discipline » que l'on retrouve sur tous les bâtiments de la Marine Nationale. Le mât des couleurs, d'architecture typiquement « Marine », est lui aussi accolé à Ferbos.
Côté Nord, le bâtiment des études comporte des bureaux du commandement, la bibliothèque et le logement de l'aumônier. Dortoir des élèves jusqu'à la création de Ferbos, ce bâtiment est lui aussi un vestige de l'ancien asile.
Jusqu'en 1966, le sud de la place d'armes était barré par un mur d'enceinte, qui longeait alors le Cours Barbey. Devant l'augmentation du nombre d'élèves, le bâtiment « Barbey » est construit en 1966. Pour cela, le mur d'enceinte est abattu (on en voit cependant des restes le long du collège Aliénor d'Aquitaine) et le cours Barbey retracé.
Notons enfin que, malgré leur âge pour certains et leur qualité architecturale pour d'autres, aucun des bâtiments de l'École de Santé Navale n'est inscrit à l'inventaire des Monuments Historiques.

## Citations à l'ordre de l'Armée
Des navalais ont combattu dans le monde entier durant les conflits auxquels la France a participé tout au long du vingtième siècle.
Pour récompenser le sacrifice et le dévouement de ces élèves, la République a cité à l'Ordre de l'Armée l'École de Santé Navale à trois reprises:
- En 1922, citation entraînant l'attribution de la Croix de Guerre 1914-1918. « A élevé dans le culte de la science et du devoir toutes les générations d'Officiers des Corps de Santé de la Marine et des Troupes Coloniales qui, au cours de la Grande Guerre, ont magnifiquement affirmé sur mer et sur terre, avec les plus solides qualités de leur profession, les plus hautes vertus militaires »[2].
- En 1951, citation entraînant l'attribution de la Croix de guerre 1939-1945. « École ayant acquis un grand prestige par la valeur technique, par le sens élevé du devoir et par l'héroïsme des Officiers des Corps de Santé de la Marine et des Troupes Coloniales elle a formés. Au service de la France et de l'Union Française, les élèves de l'École de Bordeaux ont accompli leur devoir sur les fronts de la guerre 1939-45, au prix de lourds sacrifices, avec une foi ardente et une totale abnégation »[3].
- En 1955, citation entraînant l'attribution de la croix de guerre TOE. « Héritière du long passé de gloire des Écoles de médecine navale de nos ports, l'École Principale du Service de Santé de la Marine a formé les Officiers du Corps de Santé de la Marine et des Troupes Coloniales qui, par leur science, par leur courage et par leur admirable esprit de sacrifice sur les Théâtres d'Opérations Extérieures, ont pris place parmi les meilleurs artisans de la grandeur française, méritant ainsi la reconnaissance du Pays. »[4]

De plus, en 2004, en souvenir du dévouement et du sacrifice des élèves durant le conflit algérien, le drapeau reçoit l'inscription « AFN 1952-1962 ».
Près de 300 Navalais ont donné leur vie pour la France, tués à l'ennemi, décédés des suites de leurs blessures ou victimes du devoir.

## Grands anciens
L'École de Santé Navale a vu éclore en son sein de nombreux talents exceptionnels. Parmi eux, certains ont marqué de manière durable l'Histoire de la Médecine française, voire l'Histoire tout court.
- Louis Tribondeau, inventeur avec Jean Bergonié de la loi fondamentale qui est à l'origine de la radiothérapie, arme majeure dans la lutte contre le cancer. Promotion 1891.
- Aimé-François Legendre, médecin des troupes coloniales, initiateur de l'ouverture du premier institut Pasteur en Chine, à Chengdu, et auteur de plusieurs livres sur la Chine (promotion 1891) et son frère Jean, Marie Legendre, également médecin des troupes coloniales et spécialiste de la lutte contre les maladies infectieuses (promotion 1894).
- Victor Segalen, médecin de marine, poète, romancier, anthropologue en Polynésie et archéologue en Chine. Promotion 1896.
- Alexandre Lasnet, fondateur de l'Aide Médicale aux Indigènes qui sera le support de la politique de Santé Publique en Afrique, membre de l'Académie de médecine, expert auprès de l'Office International d'Hygiène Publique (ancêtre de l'OMS) et de la Société des Nations (ancêtre de l'ONU). Promotion 1890.
- Paul-Louis Simond qui démontra avec Yersin le rôle vecteur de la puce du rat dans la transmission de la peste, permettant ainsi une lutte efficace contre ce fléau millénaire. Ancien Élève des Écoles des Ports.
- Georges Girard et Jean Robic qui mirent au point en 1932 à Tananarive le premier vaccin antipesteux. Promotions 1910 et 1919.
- Adolphe Sicé, Compagnon de la Libération, Haut-Commissaire de la France Libre en Afrique, Président de la Croix-Rouge française (1946-1947). Promotion 1907.
- Albert Calmette, pastorien, pour le vaccin par le BCG, la prophylaxie de la tuberculose. Ancien Élève des Écoles des Ports.
- Jean Laigret, Pastorien, créateur du vaccin contre la Fièvre jaune à Dakar en 1927.
- Gaston Muraz, pionnier de la lutte contre les grandes endémies en Afrique et de la médecine tropicale. Promotion 1908.
- Henri Collomb, l'un des fondateurs de l'ethnopsychiatrie en Afrique. Initiateur de l'École de Fann (Dakar) Promotion 1933.
- Alexandre le Dantec, répétiteur à l'École dès 1890 et titulaire de la première chaire bordelaise (et française) de médecine tropicale. Ancien Élève des Écoles des Ports.
- Angelo Hesnard, qui introduisit la psychanalyse en France. Promotion 1905.
- Georges Portmann, sénateur, doyen de la faculté de médecine, promoteur de l'École d'ORL de Bordeaux. Promotion 1910.
- Henri Laborit, chirurgien de la Marine, un des fondateurs de l'anesthésie moderne. Mettant en lumière les propriétés de la chlorpromazine, invente les cocktails lytiques, puis les neuroleptiques. Prix Albert Lasker. Promotion 1934.
- Dominique Dormont, expert international des agents transmissibles non conventionnels et notamment du prion. Promotion 1966.
- Pierre Richet, Médecin-Chef de la 2e Division Blindée du Général Leclerc, fondateur et premier secrétaire général de l'Organisation de coordination et de coopération pour la lutte contre les grandes endémies (O.C.E.A.C.). Promotion 1925.
- Léon Pales (1905-1988), chirurgien, anthropologue, paléopathologiste de renom, sous-directeur du musée de l’Homme, directeur de recherches au CNRS[6] ;
- Marcel Autret, Pharmacien, spécialiste de la nutrition, Directeur de la division de la Nutrition et des Politiques alimentaires de la FAO de 1960 à 1971, Expert-conseil auprès du FAO, PAM ou encore de l'UNICEF. Promotion 1928.
- René Labusquière, Secrétaire général de l’O.C.E.A.C., remarquable organisateur de la lutte contre les grandes endémies et plus particulièrement la lèpre. Son nom a été donné à l'Institut de médecine tropicale de l'Université Bordeaux 2. Promotion 1939.
- Claude Gateff, fondateur de l'école d'épidémiologie et de santé publique moderne du Service de santé des armées. Promotion 1953.
- Claude Lagoutte, pharmacien, et officier, puis artiste peintre. Promotion 1957.
- Claude Chupin (1928-2011), médecin, puis radiologue, et photographe ; médaille d'Or des Hôpitaux de Bordeaux, puis médecin de la Sécurité Sociale des Mines et omnipraticien libéral, militant en faveur de la santé au travail[7] et contre les dangers de l'amiante[8] dans ses emplois tant industriels que domestiques ; médecin Sentinelle engagé[9]  avec la Fondation Henri Pézerat[9], puis codécouvreur de l'affaire Adisséo - l'usine chimique qui fabriquait aussi des cancers dès 1991, et cofondateur de l'AMC avec Gérard Barrat en 2003. Croix de Guerre 1955 et Major de la promotion 1956 avec le Général Claude Vaillant. Médaille d'or pro Piis Meritis et Commandeur pro Merito Melitensi en 1989 et 1993 dans l'ordre militaire hospitalier (OSM).
- Jules Emily, médecin de la Mission Marchand en 1898, légendaire mission "Congo-Nil". Promotion 1890.
- Charles Ragiot, chercheur en médecine tropicale. Promotion 1922.
- Éric Dumont, écrivain, haut fonctionnaire, organise la mise en place du GIP Esther à l'initiative de Bernard Kouchner pour la prise en charge de porteurs du VIH dans 18 pays en Afrique et en Asie. Promotion 1979.
- Joseph Briand[10], médecin colonial en Afrique et en Asie de 1898 à 1918. Participe aux Dardanelles en 1915, chef du service de santé du 54e colonial. Promotion 1894.
- Guy Chauliac, Compagnon de la Libération, médecin-militaire des forces françaises libres, promotion 1932-1936.
- Jean-Frédéric Vernier, Compagnon de la Libération, médecin-militaire des forces françaises libres, promotion 1924-1928.
- Jean-Baptiste Ouédraogo, né en 1942, médecin militaire et homme d'État burkinabé, ancien chef d'État de la République de Haute-Volta (Burkina Faso).
- Jean Godin (1931-2002), médecin des Troupes de Marine, psychiatre, introduit l'Hypnose Éricksonienne en Europe, fondateur de l'association française de nouvelle hypnose (1992)
- Raoul Béon, Guy Chavenon, Jean Coupigny, Adolphe Diagne, Xavier Gillot, Paul Guillon, Yves Hervé, Charles Mauric, Marcel Orsini, Jean-Frédéric Vernier, Jean Vialard-Goudou, et Charles Vignes tous médecins militaires des forces françaises libres et Compagnon de la Libération.

- Albert Tossou Gnangnon, promotion 1978, Médecin Général de Brigade, Anesthésiste-Réanimateur, Ancien Directeur des Services de Santé des Armées de la République du Bénin, Initiateur de la Création du Service d'Anesthésie-Réanimation de l'Hôpital d'Instruction des Armées de Cotonou